# Osaka After Dark
Osaka After Dark är en liveskiva med danska rockgruppen D-A-D (Disneyland After Dark) inspelad i Osaka den 23 januari 1990. 

## Låtlista
1. Girl Nation
2. ZCMI
3. Rim Of Hell
4. Sleeping My Day Away
5. Lords Of The Atlas
6. Wild Talk
7. Overmuch

Warner Bros Records Inc.